# غنيمون حقلي
جنتوم حقلي (الاسم العلمي:Gnetum camporum) هو نوع من النباتات يتبع جنس الجنتوم من الفصيلة الجنتوية.